# Marta Fernandez Miranda de Batista
Marta Fernández Miranda de Batista (nhũ danh Fernández Miranda; 11 tháng 11 năm 1917 – 2 tháng 10 năm 2006), còn gọi là Marta del Pueblo, là Đệ Nhất Phu nhân Cuba từ năm 1952 đến năm 1959 với tư cách là vợ thứ hai của Tổng thống Cuba và nhà độc tài Fulgencio Batista, người bị Fidel Castro lật đổ trong Cách mạng Cuba, khiến hai vợ chồng phải chạy trốn vĩnh viễn sang Mỹ sống lưu vong.

## Đệ Nhất Phu nhân
Fulgencio Batista từng là Tổng thống Cuba một lần từ năm 1940 đến năm 1944. Sau khi ly hôn với người vợ đầu tiên vào tháng 10 năm 1945, ông kết hôn với Marta Fernández Miranda vào ngày 28 tháng 11 năm 1945. Cặp đôi gặp nhau khi Marta mới 20 tuổi và đang đạp xe qua một khu phố ở La Habana thì đoàn xe của Batista đã vô tình ép bà ra khỏi đường. Ấn tượng trước vẻ đẹp của Marta, Batista bèn chọn bà làm tình nhân nhưng về sau quyết định bỏ người vợ đầu tiên và cưới Marta. Họ chuyển đến nước Mỹ vào thập niên 1940 sau khi người kế nhiệm được Batista lựa chọn thất bại trong cuộc bầu cử tổng thống năm 1944. Ban đầu họ muốn sinh sống ở Palm Beach, Florida nhưng lại bị cộng đồng Palm Beach xa lánh. Họ bèn thuê một chiếc ô tô và bắt đầu lái xe về hướng bắc trên Quốc lộ 1 dọc theo bờ biển Florida. Sau khi đến Daytona Beach vào cuối ngày, họ thích sự đón tiếp vừa nhận được tại đây. Họ còn thuê một đại lý bất động sản vào ngày hôm sau và mua một ngôi nhà lớn ven sông, rồi cứ sống như vậy mãi trong khi tiếp tục gây ảnh hưởng đến nền chính trị Cuba.

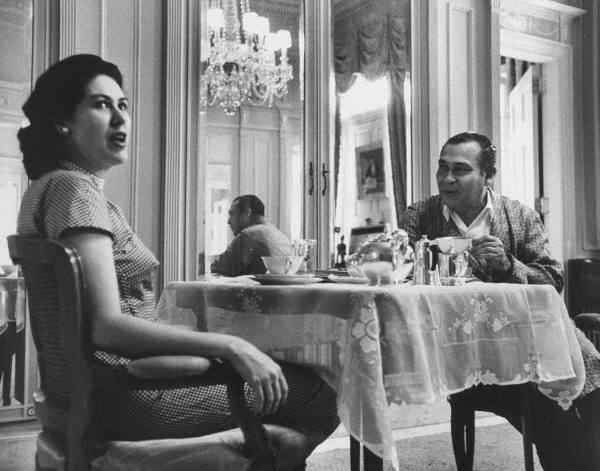
Marta trong bữa sáng với Fulgencio Batista ở Dinh Tổng thống năm 1958.

Batista tranh cử và giành được một ghế trong Thượng viện Cuba "vắng mặt" vào năm 1948. Ngày 10 tháng 3 năm 1952, Batista tiến hành cuộc đảo chính lần thứ hai và một lần nữa trở thành Tổng thống Cuba. Điều này khiến Marta trở thành Đệ Nhất Phu nhân mới của đất nước.
Marta Fernández de Batista đã trở thành người bảo trợ quan trọng của nghệ thuật Cuba trên cương vị là Đệ Nhất Phu nhân. Bà thuyết phục chồng bỏ tiền ra xây dựng Phòng Trưng bày Quốc gia, ngày nay gọi là Museo Nacional de Bellas Artes de La Habana (Bảo tàng Mỹ thuật Quốc gia La Habana). Cặp đôi bắt đầu mua lại những bức tranh hiện đại và Cuba thời thuộc địa cho Phòng trưng bày.

## Lưu vong
Fulgencio và Marta, các con cùng những người bạn thân của họ đã chạy trốn khỏi Cuba trên ba chiếc máy bay vào ngày 1 tháng 1 năm 1959 nhằm tránh rơi vào tay của quân nổi dậy dưới quyền Fidel Castro. Giới phê bình cáo buộc họ đã mang theo các tác phẩm mỹ thuật và tiền mặt lên tới 700 triệu đô la Mỹ khi trốn đi lưu vong.
Sau khi bị từ chối nhập cảnh vào nước Mỹ, cặp đôi bèn dọn sang Cộng hòa Dominica trước khi chuyển đến Bồ Đào Nha và cuối cùng là Tây Ban Nha. Fulgencio Batista qua đời ở Tây Ban Nha vì một cơn đau tim vào năm 1973, sau mười bốn năm sống lưu vong. Theo di chúc của Batista, ông đã để lại di sản cho thành phố ngôi nhà ở Daytona Beach và bộ sưu tập nghệ thuật của mình ở đó. Ngôi nhà của Batista được sử dụng làm bảo tàng trong một thời gian ngắn, trước khi được thành phố rao bán vào năm 1971, về sau được chuyển đổi thành nhà thờ.

## Cuối đời
Sau cái chết của chồng mình, Marta Fernández de Batista bèn dọn sang West Palm Beach, Florida, Mỹ. Bà sống đời bình lặng tại ngôi nhà của mình ở khu vực Palm Beach trong những năm cuối đời, thường đóng góp cho một số tổ chức từ thiện y tế. Là người đóng góp chính cho Bệnh viện Jackson Memorial ở Miami, bà đã mua lại những viên gạch có khắc chữ tại bệnh viện như một phần của hoạt động gây quỹ. Con trai của Batista tên là Roberto sau đó đã nói trong một cuộc phỏng vấn rằng, "Bà ấy rất kín đáo, gần như sống ẩn dật, sau khi cha tôi qua đời. Bà ấy có duyên làm từ thiện, nhưng bà ấy làm việc đó rất riêng tư".

## Cái chết
Sức khỏe của Marta bắt đầu suy yếu sau khi trải qua cuộc phẫu thuật hông vào năm 1995. Bà qua đời vì bệnh Alzheimer tại nhà riêng ở West Palm Beach vào ngày 2 tháng 10 năm 2006, thọ 82 tuổi. Marta sống cùng với bốn đứa con mà bà có với Fulgencio Batista (ba cậu con trai và một cô con gái): Jorge Luis, Roberto Francisco, Fulgencio Jose và Marta Maluf Batista. Một người con trai khác, Carlos Manuel, qua đời năm 1969 vì bệnh bạch cầu.
Tang lễ của Marta được tổ chức tại Nhà thờ Công giáo St. Juliana ở West Palm Beach, Florida và bà được chôn cất tại nghĩa trang La Almudena ở Madrid, Tây Ban Nha, cùng với chồng và con trai.